# شهرستان ماگوان
شهرستان ماگوان (به لاتین: Maguan County) یک منطقهٔ مسکونی در چین است که در ولایت خودمختار ونشان ژوانگ و میائو واقع شده‌است. شهرستان ماگوان ۲٬۷۶۷ کیلومتر مربع مساحت و ۳۶۷٬۵۰۷ نفر جمعیت دارد.